# Conrad Gröber
Conrad Gröber, född 1 april 1872 i Messkirch, död 14 februari 1948 i Freiburg im Breisgau, var en tysk romersk-katolsk biskop.
Conrad Gröber blev biskop i Meissen 1931 och ärkebiskop i Freiburg im Breisgau 1932. Han intog under den tyska kyrkostridens första period en medlande hållning men trädde senare i direkt opposition till de nazistiska makthavarna. Vid sidan av ett omfattande författarskap i religiösa och kyrkliga ämnen utgav Gröber även arbeten som behandlade kyrkans förhållande till konsten, såsom Kirche und Künstler (1932).